# Сопіане (античне місто)
Сопіане (лат. Sopianae) — давньоримське поселення, розташоване в центральній частині провінції Паннонія, на території сучасного міста Печ (Угорщина). У IV столітті місто стало адміністративним центром провінції Паннонії, в районі сучасного міста Печ. У 19 столітті це було місце провінції. Його ранньохристиянські поховальні камери були внесені до списку Всесвітньої спадщини ЮНЕСКО у 2000 році.

## Походження його назви
Назва Sopianae ймовірно походить від кельтського кореня sop, що означає болото. Назва може стосуватися нижніх частин міста або сусідніх боліт вздовж річки Драва.

## Розташування
Місто розташовувалося на південних схилах гір Мечек, на перетині важливих торгових шляхів, нижче сучасного центру міста Печ, у його південно-південно-західній частині. Один шлях вів імператорською дорогою з Сірміума на південному сході до Саварії, а інший — дорогою до Аквінкума, центру провінції. Ці дороги збереглися гірше, ніж дорожня мережа західних районів Паннонії (особливо Бурштиновий шлях ), але деякі ділянки їхнього маршруту відомі.  Під час поділу Паннонії (на початку II століття) Сопіане увійшов до складу Нижньої Паннонії. На початку IV століття, після подальшого розділу провінції, Сопіане став центром однієї з її новостворених частин — провінції Паннонія Валерія, оскільки саме тут розміщувалася резиденція цивільного намісника.

## Історія
Назва міста згадується лише у двох письмових джерелах (у «Itinerarium Antonini» та в праці історика Амміана Марцелліна ),  тому інформацію про його історію надають головним чином археологічні знахідки — які й досі залишаються досить фрагментарними. На території Сопіане до римського завоювання проживали іллірійські ( андізети ) та кельтські ( геркуньяти ) племена.  Найдавніші знахідки, що свідчать про поселення, датуються I століттям.  Заснування міста, ймовірно, відбулося на початку II століття. Це сталося за правління Адріана. Не доведено, чи існував тут до цього військовий табір, як це було у випадку з багатьма іншими містами Паннонії. Більшість виявлених написів походить з II–III  століть. Втім, з них  неможливо визначити статус міста (оппідум, муніципіум чи колонія ), тож його політична й економічна роль також залишаєтся невідомою. Найімовірніше припущення полягає в тому, що Сопіане протягом II століття отримав статус муніципаліуму. З довоєнного періоду, що передував Маркоманським війнам, були виявлені переважно сліди примітивніших споруд (стовпові ями, печі), а після спустошень,  завданих війнами, навіть вцілілі будівлі були розібрані та перебудовані. Натомість за часів династії Севери, можна припускати існування поселення з міським характером.
Близько 260 року місто зазнало нових спустошень.  Розквіт Сопіане припав на IV століття, коли місто стало цивільною столицею провінції Паннонія Валерія (військова столиця залишалася в Аквінкумі); внутрішню територію міста площею 400 × 400 метрів  було обнесенстіною. Рівень урбанізації попереднього поселення нам невідомий, однак у цей період у Сопіане велися масштабні будівельні роботи, тож місто стало не лише адміністративним, а й економічним, культурним і релігійним центром.  Занепад міста було спричинено  дедалі частішими варварськими набігами з кінця IV століття. За часів Великого переселення народів, ймовірно, на місці колишнього процвітаючого міста ще залишалося населення, однак існувало там уже лише село, збудоване з дерева. Збережені кам’яні споруди були вкриті товстим шаром наносів, принесених паводками з гір Мечек, що дозволило їм зберегтися до подальших археологічних розкопок.

## Опис

### Форум та його околиці

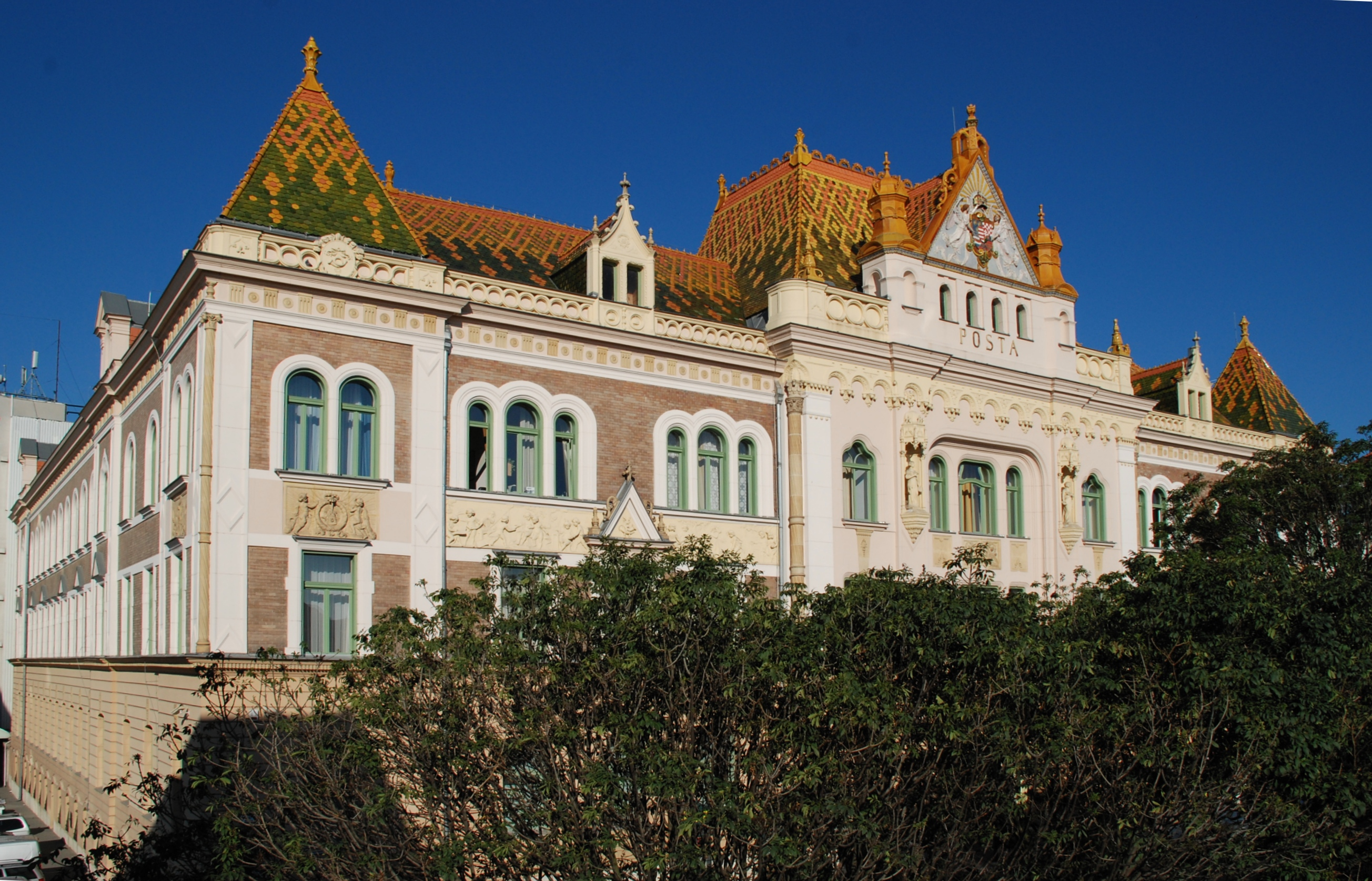
На місці сучасного Поштового палацу розташовувався форум Сопіане.

Оскільки вся територія давнього міста розташована під сучасним Печем, археологічні дослідження розпочалися пізно і досі можливі лише в обмеженому обсязі — наприклад, під час будівельних робіт. Ймовірно, на місці сучасної будівлі Поштового палацу розташовувалася головна площа міста — Форум. У IV столітті тут розташовувався великий за розмірами палац намісника. На захід від площі знаходилися громадські лазні, а на схід — постій беніфіціаріїв (тобто молодших офіцерів), які виконували службу для місцевого намісника. За часів правління Костянтина було збудовано базиліку — будівлю, що виконувала функції торговельного залу та суду.  Зовнішні розміри тринефної будівлі вражають: її довжина становить 55,6 метра, а ширина — 27,7 метра. У ході археологічних досліджень також було встановлено, що будівля згоріла та була зруйнована у 340-х роках. На її місці згодом була зведена будівля для зберігання сільськогосподарської продукції (horreum). Близько 370–390 років на цьому місці була збудована ще одна велика громадська споруда — ймовірно, ранньохристиянська базиліка міста.  Із 430-х років відомі сліди забудови дерев’яними будинками (стовпові ями), що свідчить про період занепаду міста. Ймовірно, на той час місто вже населяли не римляни, а переселені варварські племена.

### Інші структури
Далі від форуму, на сучасній площі Сопіане, були виявлені залишки міських будинків та п’ятиапсидної будівлі терм. . Міські мури, що датуються IV століттям, були знайдені в східній частині сучасної вулиці Цитром ( Citrom utca).   Дорожня мережа міста була впорядкована відповідно до головних шляхів, що перетиналися під прямим кутом у напрямках схід—захід та північ—південь. Постачання питної води забезпечувалося водогоном, що надходив із гір Мечек, вдалося також дослідити частину каналізаційної мережі, яка відводила стічні води. 

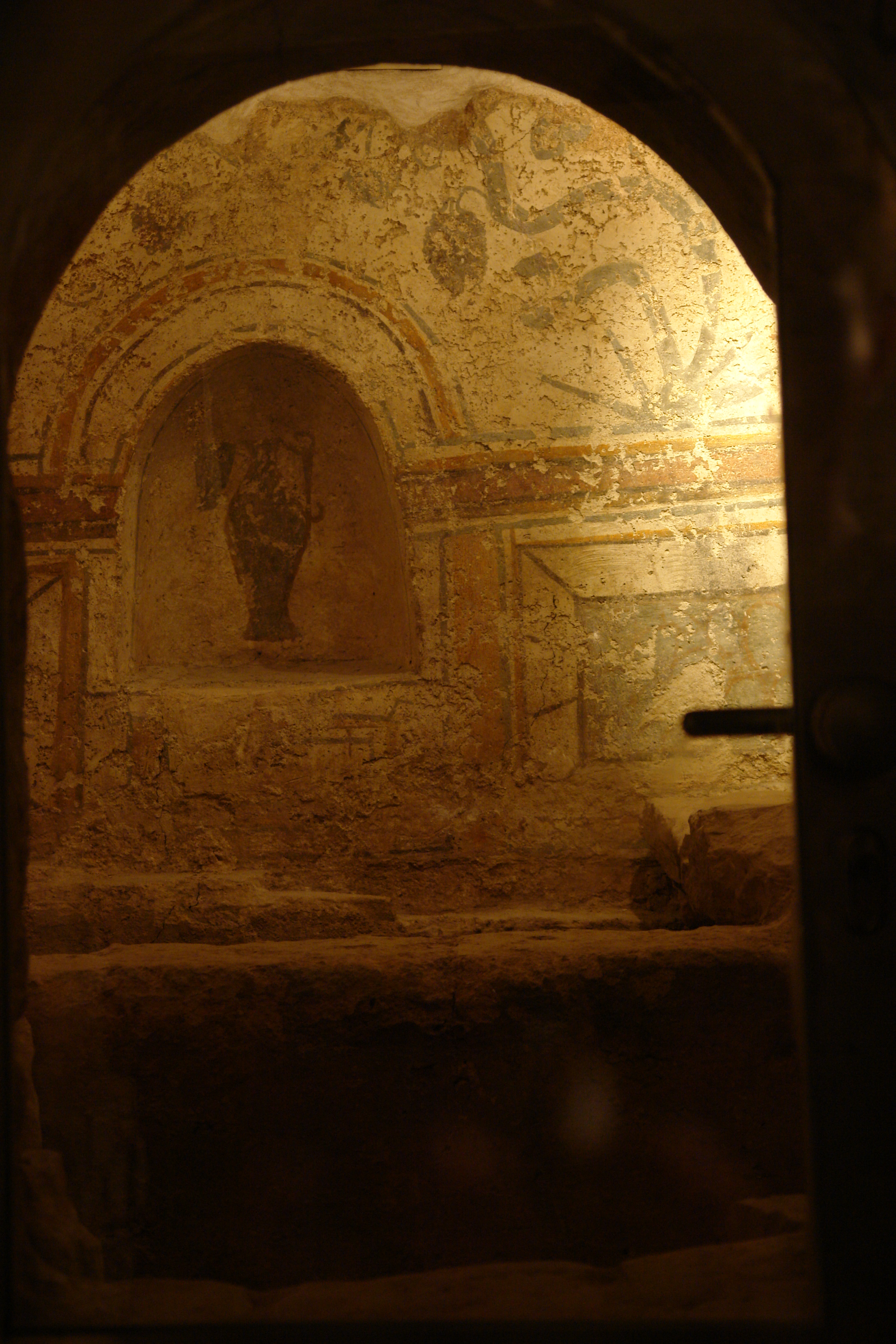
Гробниця з глечиком (на фото: внутрішній розпис з глечиком, який і дав назву усипальниці).

Після проголошення свободи віросповідання за правління Костянтина, близько 320 року в Сопіане було засновано перше християнське кладовище.  Із кладовища, розташованого на північ від міста, відомо близько шістсот поховань, переважно датованих IV століттям. Багаті археологічні знахідки свідчать про процвітаюче поселення з численною християнською громадою. Ймовірно, у той час Сопіане також був єпископським центром. На території перед сучасною базилікою було розкопано 19 поховальних каплиць з однією, трьома, сімома або вісьмома апсидами. Фрески в гробницях нижче зображують біблійні сцени. Деякі каплиці все ще використовувалися під час періоду Великого переселення народів (знахідки VIII-IX ст.). Середньовічна латинська назва Печа (Quinque Basilicae / Ecclesiae — «П’ять церков») також вказує на пізнє збереження цих споруд. Засноване святим Іштваном єпископство, ймовірно, було розміщене в одній із каплиць, що збереглися й після 1000 року.

## Ресурси
- Угорська археологія на зламі тисячоліть, головний редактор: Жолт Віші (Visy Zsolt), відповідальний редактор: Міхай Надь (Nagy Mihály), Будапешт, Фонд Лайоша Телекі (Teleki László Alapítvány), 2003.
- Чорба Чаба: Печ, серія «Угорські міста Панорама» (Panoráma Magyar Városok), видавництво «Панорама», Будапешт, 1983. ISBN 9632432460
- Чаба Пожарко – Іштван Жолт Тот – Жолт Віші: Сопіане: целла септіхора та її околиці.
- Жолт Тот: Матеріали до історії Печа римського періоду.